# Лохікейтто
Лохікейтто (фін. lohikeitto, швед. laxsoppa) — класичний фінський вершковий суп з лососем, який є популярною стравою у Фінляндії, особливо взимку. Страва також поширена в інших північних країнах. Складається з філе лосося, відвареної картоплі, моркви та цибулі-порею. Страву подають гарячою, зазвичай приправляючи свіжим кропом, запашним перцем, сіллю і чорним перцем. Суп готується з вершками або цільним молоком, що робить його супом із кремовим смаком і текстурою.

## Дивіться також
- Фінська кухня